# Santa Lucia (nave ambulanza)
Il Santa Lucia è stata una nave ospedale/nave ambulanza (e successivamente un dragamine e vedetta foranea) della Regia Marina ed un piroscafo passeggeri italiano, affondato durante la  seconda guerra mondiale.

## Storia
Costruita nel 1912 dai cantieri del Tirreno di Ancona per la Compagnia Napoletana di Navigazione a Vapore (per altre fonti Società Trasporti Golfo di Napoli), la nave – iscritta con matricola 87 al Compartimento marittimo di Napoli – era in origine un piccolo piroscafo passeggeri in servizio sulle linee che collegavano Napoli e le isole del golfo.

Il Santa Lucia in servizio come nave ospedale.

 Agli inizi del 1916, nell'ambito della vasta operazione per il salvataggio dell'esercito serbo in ritirata attraverso i porti dell'Albania, la Regia Marina decise di dotarsi di tre ulteriori navi ospedale (oltre alle cinque già in servizio), ed una delle unità requisite allo scopo fu la Santa Lucia, che, con una capienza di appena 100 posti letto (la trasformazione fu compiuta nel luglio 1916), fu adibita a compiti di nave ospedale e nave ambulanza. Queste ultime unità, di piccole dimensioni, erano utilizzate per trasportare i feriti dalle linee del fronte ad ospedali situati a maggiore distanza (ad esempio, dal fronte isontino agli ospedali di Venezia), navigando lungo la costa.
Nel corso del suo servizio come nave ambulanza la Santa Lucia compì complessivamente 12 missioni, trasportando in tutto 1438 tra feriti e malati. Secondo alcune fonti, nel corso dello stesso 1916 il piroscafo cessò di essere impiegato come nave ospedale, pur rimanendo in servizio quale nave ausiliaria sino alla fine del conflitto; per altre fonti, invece, la Santa Lucia fu impiegata come nave ambulanza sino al 1919, quando fu derequisita e restituita agli armatori.

Dopo la derequisizione, il Santa Lucia riprese servizio nel golfo di Napoli il 24 giugno 1919, per conto del Servizio Navigazione di Stato, tornando alla Compagnia Napoletana di Navigazione solo nel dicembre 1923. Il 10 dicembre 1925 il piroscafo passò alla Società anonima di Navigazione Partenopea (SPAN), costituita a Napoli dai fratelli Piscitelli, Laudiero ed altri proprio il 10 dicembre in sostituzione della cessata Compagnia Napoletana (per l'esercizio, per 20 anni a partire dal 9 novembre 1925 – con Decreto Ministeriale del 15 febbraio 1926 –, delle linee di navigazione dei servizi marittimi sovvenzionati del gruppo «C» con le Isole Partenopee e Pontine), della quale rilevò la flotta. 

Il Santa Lucia fotografato verosimilmente negli anni ’20-’30.

 Il Santa Lucia svolgeva servizio di collegamento tra Ponza, Ventotene, Santo Stefano e Gaeta tre volte alla settimana (linea 99), trasportando merci, passeggeri e posta, e venne soprannominato successivamente «il tram di Ponza» o «il tram dei Ponzesi». A Ventotene e Santo Stefano i passeggeri dovevano essere trasbordati mediante delle barche, mancando strutture portuali adeguate.

### Nella seconda guerra mondiale
Il 25 maggio 1940, poche settimane prima dell'entrata dell'Italia nella seconda guerra mondiale, il Santa Lucia fu requisito a Napoli dalla Regia Marina, che il 1º giugno lo iscrisse nel ruolo del naviglio ausiliario dello Stato, gli assegnò l'identificativo F 73 e lo adibì per poco tempo a compiti di nave scorta, dragamine, vedetta foranea (per altre fonti vedetta antisommergibile) e pilotaggio foraneo, per poi derequisirlo il 30 agosto 1940. 

Il piroscafo all’ormeggio a Casamicciola Terme nel 1932.

 Successivamente il piroscafo tornò al servizio di linea con le isole Pontine. La nave venne anche dipinta in grigio militare, in modo da essere meno visibile, ed armata con un cannone da 76/40 Mod. 1917, collocato a prua e servito da un capopezzo (il capo cannoniere di terza classe Federico Visai) ed otto tra sottufficiali e marinai (l'arma non ebbe mai modo di essere utilizzata).
Nel maggio 1943 il piroscafo venne visitato da addetti del Registro Navale Italiano per il rinnovo della classe.
Il 23 luglio 1943 la nave, in navigazione al largo di Ventotene (partita da Gaeta, aveva fatto scalo a Santo Stefano e Ventotene per poi proseguire verso Ponza), venne attaccata e mitragliata da aerei, che tuttavia si ritirarono dopo essere stati bersagliati dalle batterie contraeree di Ponza. Secondo altra versione l'attacco si verificò mentre la nave sbarcava i passeggeri a Santo Stefano, e causò panico a bordo e dei danni da mitragliamento alla poppa (per altre fonti non vi fu alcun danno) (secondo una versione gli aerei attaccanti erano Bristol Beaufighter, che sarebbero poi tornati ad attaccare l'indomani). Secondo altre fonti la nave fu mancata di poco da bombe residue sganciate da Boeing B-17 Flying Fortress statunitensi, di ritorno in Tunisia dopo un bombardamento in Norditalia. Dopo l'attacco il piroscafo giunse a Ponza tra tardo pomeriggio e sera del 23 luglio.

### L'affondamento
Alle otto del mattino del 24 luglio 1943 il Santa Lucia, al comando del capitano di lungo corso Cosimo Simeone e con a bordo, a seconda delle fonti, tra le 70 ed il centinaio di persone tra passeggeri civili (perlopiù abitanti di Ponza, tra cui diverse coppie di sposi novelli), equipaggio e personale militare (comprese cinque Guardie di Finanza; alcuni militari, tra cui 14 carabinieri del presidio di Ponza, rientravano nelle proprie isole perché in congedo temporaneo per aiutare nei raccolti), lasciò Ponza per Ventotene con un ritardo di due ore (la partenza era infatti prevista per le sei), dovuto all'attesa di notizie sulla possibilità di attacchi aerei. 

L’unità in servizio come vedetta foranea.

 L'equipaggio, dopo l'attacco del giorno precedente, si teneva pronto ad avvistare eventuali aerei nemici. Dopo un paio d'ore di navigazione, intorno alle dieci del mattino (per alcune fonti le 10.08) del giorno stesso, il piroscafo, mentre, proveniente da Ponza, era ad 1,4 (o due) miglia dalla sua destinazione di Ventotene (da dove poi sarebbe proseguito per Gaeta), in vista di Punta Eolo e degli scogli delle Sconciglie, venne attaccato da quattro aerosiluranti britannici Bristol Beaufighter, provenienti, volando a pelo d'acqua, dalla direzione del sole, ossia daPunta dell'Arco (i velivoli, appartenenti al 47º Stormo della RAF, erano decollati da Tunisi per una ricognizione armata e vennero avvistati da un marinaio di guardia sull'aletta di plancia di dritta e poi anche dal resto di equipaggio e passeggeri). Il comandante Simeone, ritenendo che si trattasse di un altro mitragliamento, ordinò che tutti si rifugiassero sottocoperta, nel salone di terza classe, ed ordinò poi di virare a dritta, in modo da avvicinarsi il più possibile a Ventotene. Il primo degli aerei ad attaccare compì un ampio giro e mitragliò la nave, che aveva messo le macchine avanti tutta, provocando alcuni danni (quali la distruzione delle vetrate di dritta) e feriti; il comandante Simeone tentò di eludere l'attacco con ripetute accostate, procedendo a zig zag, forse cercando di portare la nave ad arenarsi sulla spiaggia di Parata Grande, ed evitò un primo siluro, sganciato dallo stesso aereo, che aveva anche riaperto il fuoco con le mitragliere. Con un'altra contromanovra il Santa Lucia evitò anche un secondo siluro, sganciato da un altro aereo. I velivoli, effettuando un nuovo passaggio, mitragliarono e colpirono la timoniera, distruggendola, provocando un incendio e ferendo a morte il comandante Simeone, che finì in mare: il piroscafo proseguì quindi senza governo, virando leggermente verso dritta. Uno dei Beaufighter sganciò quindi un terzo siluro, che andò a segno a centro nave, sul lato sinistro, in corrispondenza della sala macchine: spezzato in due dall'esplosione della caldaia (che venne proiettata a mezzo miglio di distanza dalla nave), il Santa Lucia s'inabissò in soli 28 secondi (per altre fonti in poco più di un minuto e mezzo). Per altra versione il piroscafo evitò un primo siluro, che passò a prua, virando tutto a dritta, ma venne colpito dal siluro sganciato da un secondo velivolo. Secondo altre fonti il comandante Simeone ordinò ad equipaggio e passeggeri di ripararsi sottocoperta (o fece radunare i passeggeri nel salone centrale), dopo di che la nave venne centrata da una bomba, a meno di sei minuti dall'inizio dell'attacco. L'affondamento avvenne a circa due miglia per 350° da Ventotene. 

Il piroscafo durante la seconda guerra mondiale.

Secondo alcune fonti, dopo l'affondamento, i velivoli britannici mitragliarono anche i rottami ed i naufraghi del piroscafo, ostacolando così anche l'opera dei soccorritori, mentre per altra versione le barche di Ventotene giunsero immediatamente sul posto.
I soccorritori recuperarono, dopo oltre quattro ore, solo cinque superstiti, ossia il comandante Simeone (che morì, in seguito alle ferite riportate, il 26 luglio), il mozzo Luigi Ruocco (membro dell'equipaggio), il motorista Francesco Aprea (passeggero), che si era gettato in mare al primo attacco, il carabiniere Vincenzo Moretti, ustionato, ed il fante Fernando Capoccioni, che aveva riportato fratture ad entrambe le gambe. Tra le unità accorse sul posto vi furono la moderna corvetta Euterpe, dirottata sul posto da Procida, che tuttavia trovò solo rottami, alcune salme ed un gran numero di pesci morti, ed una motozattera tedesca, appena scampata, benché danneggiata ed incendiata, all'attacco da parte degli stessi aerei che avevano affondato il Santa Lucia: tale unità salvò alcuni naufraghi. I cinque sopravvissuti, portati a Ventotene, vennero trasferiti nell'ospedale di Napoli. Le fonti sono discordanti circa il numero complessivo delle vittime: secondo alcune fonti esse ammontarono a 76 (59 passeggeri e 15 membri dell'equipaggio), mentre altre indicano un totale di 105, 106 (16 uomini di equipaggio, 27 passeggeri militari, 16 passeggeri civili e 47 persone non identificate) o 115 vittime (con cinque superstiti su 102 passeggeri e 18 uomini di equipaggio). Secondo un'altra versione i morti furono 65, 66 (52 passeggeri e 15 membri dell'equipaggio) o 67 (44 passeggeri, 15 uomini dell'equipaggio ed i 9 marinai addetti al cannone da 76/40). Solo quattro corpi poterono essere recuperati, ed uno solo venne identificato (quello del fuochista Ettore Albanelli).

Raimondo Bucher sul relitto del Santa Lucia.

Le stazioni semaforiche di Ventotene, Ponza e Gaeta comunicarono: «Piroscafo S. Lucia est stato affondato da aerei inglesi presso Ventotene recuperate 5 Persone». L'isola di Ponza rimase isolata per diversi giorni, e l'affondamento del piroscafo causò seri problemi nell'approvvigionamento di viveri.
Circa l'attacco al piroscafo si diffuse anche la leggenda, priva in realtà di fondamento, che gli Alleati avessero ricevuto da una fonte anonima di Ischia l'erronea informazione che Benito Mussolini si sarebbe recato a Ventotene con il Santa Lucia alle dieci del mattino del 24 luglio.

### Il relitto
La tragedia ebbe un impatto particolarmente pesante sulla popolazione ponzese. Il relitto del piroscafo venne individuato da Raimondo Bucher, tra il 1958 ed il 1959, a 49 metri di profondità, e secondo alcune fonti se ne progettò il recupero da parte di una ditta genovese, che venne tuttavia osteggiato dalla popolazione locale. Il relitto del Santa Lucia si trova circa due miglia a nordovest di Punta Eolo (Ventotene), ad una profondità di compresa tra i 39 ed i 46 metri (per altre fonti poco più di 44 o 45 m, od a 52 metri). Il troncone di prua giace capovolto sul fondale, ad una profondità di 39 metri, mentre quello di poppa, fortemente sbandato sul lato sinistro, si trova a 46 metri. Tra i due tronconi vi è un'area caratterizzata da una grande quantità di rottami. La caldaia della nave, proiettata lontano dall'esplosione, è stata individuata dopo circa 60 anni, mezzo miglio ad est del relitto.
Gli anniversari dell'affondamento del Santa Lucia vengono tuttora commemorati dal locale Comitato Famiglie delle Vittime del "Santa Lucia". Un monumento in ricordo delle vittime del Santa Lucia è stato inaugurato il 24 luglio 2003 nel piazzale antistante la caserma della Guardia di Finanza di Ventotene, e nello stesso giorno è avvenuta anche l'inaugurazione di una sala dedicata all'affondamento nel Museo comunale di Ponza, l'apposizione di una targa nel medesimo Comune e l'emissione, nelle due isole, di un annullo postale speciale a commemorazione della tragedia.
Nel 2013 anche la cittadinanza di Gaeta, il porto dal quale la nave salpó per il suo ultimo viaggio, volle ricordare la tragedia con una lapide apposta sul Lungomare Caboto.